# Kresowiec
 (juillet 2016).

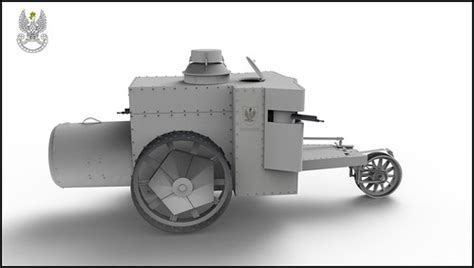
Image du Kresowiec

Le Kresowiec est un véhicule blindé polonais improvisé de la guerre polono-ukrainienne.
Le Kresowiec a été créé en 1919. Ses concepteurs sont les ingénieurs Wilhelm Alexander Lützke-Birk (professeur à l'Université nationale polytechnique de Lviv) et son collègue, l'ingénieur Witloof Ulrich. Le Kresowiec a été construit sur la base d'une charrette à moteur pragoise à trois roues. Le blindage est composé d'une feuille de fer de 10 mm d'épaisseur, fabriquée par les ateliers ferroviaires . L'armement comprend trois mitrailleuses lourdes, deux sur les côtés et une à l'arrière. Le moteur était composé d' un carburateur 4 cylindres de 32 CV refroidi par eau.
Il n'y a pas d'information sur l'utilisation d'un Kresowiec sur le champ de bataille.

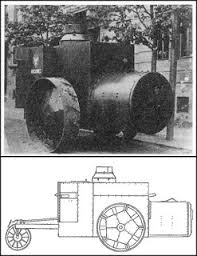
schéma du Kresowiec

| Kresowiec               | Kresowiec   |
| ----------------------- | ----------- |
| Pays :                  | Pologne     |
| Équipage :              | 4-5 membres |
| Produit en :            | 1919        |
| Épaisseur du blindage : | 10 mm       |
| Longueur :              | 7 m         |
| Largeur :               | 2,86 m      |
| Hauteur :               | 3,16 m      |
| Poids :                 | 7/8 t       |
| Vitesse :               | 5 km/h      |